# Arbeitsgemeinschaft sozialdemokratischer Juristinnen und Juristen
Die Arbeitsgemeinschaft sozialdemokratischer Juristinnen und Juristen (ASJ) ist eine rechtspolitische Arbeitsgemeinschaft der SPD, in der sich überwiegend Juristen engagieren, die Mitglied der SPD sind.

## Struktur
Nach den Statuten der SPD gehören der ASJ Mitglieder an, die ein rechtswissenschaftliches Studium abgeschlossen haben oder Rechtswissenschaft studieren, sich von Berufs wegen oder ehrenamtlich mit Rechtsfragen beschäftigen oder in sonstiger Weise Sachkunde auf einem Gebiet der Rechtspolitik besitzen. Eine Mitarbeit ist auch ohne SPD-Mitgliedschaft möglich.
Die Arbeitsgemeinschaft sozialdemokratischer Juristinnen und Juristen ist in 19 Landes- und Bezirksebenen der SPD mit eigenen Verbänden aktiv.

## Zweck
Zweck der Arbeitsgemeinschaft ist es, bei der Gestaltung der Rechtsordnung im Sinne des demokratischen Sozialismus auf nationaler und internationaler Ebene mitzuarbeiten. Leitvorstellung ist eine freiheitliche, demokratische, soziale, an der Idee der Gerechtigkeit orientierte rechtsstaatliche Ordnung, die die Menschenrechte und Bürgerrechte sichert und sich der Verantwortung für den Frieden, die Dritte Welt und den Erhalt der natürlichen Lebensgrundlagen bewusst ist. Außerdem ist es Ziel der ASJ, Impulse aus der gesellschaftlichen Diskussion aufzunehmen und den Sachverstand ihrer Mitglieder nutzbar zu machen.
Über regelmäßige Gremienarbeit werden juristische Positionen in die parteiinterne Meinungsbildung und Beschlussfindung eingebracht. Dies deckt vom Staats- und Verfassungsrecht über Zivil-, Arbeits-, Straf- und Verwaltungsrecht bis hin zur Weiterentwicklung des Sozial- und Wirtschaftsrechts ein breites Spektrum rechtspolitischer Fragen ab.
Die ASJ veranstaltet regelmäßig das Gustav-Radbruch-Forum und engagiert sich im Netzwerk Europäischer Sozialdemokratischer Juristinnen und Juristen (EUSONET).

## Geschichte
Seit 1954 betreibt die ASJ Zielgruppenarbeit für die SPD und richtet sich an rechtspolitisch Interessierte. Die erste Bundestagung der ASJ fand vom 22. bis zum 24. Oktober 1954 in Hannover statt. Die Konferenz beschäftigte sich vornehmlich mit den Grundfragen der Strafrechtsreform. Im Mittelpunkt der Tagung stand ein Vortrag von Adolf Arndt mit dem Titel „Rechtsdenken unserer Zeit (Positivismus und Naturrecht)“. Darin sagte Arndt: „Uns Sozialdemokraten sind Recht und Gerechtigkeit teuer geworden, weil wir die Rechtlosigkeit erfahren haben und wissen, dass Rechtlosigkeit hungriger macht als der Mangel an Brot, durstiger als das Entbehren von Wasser.“
Zu den namhaften Mitgliedern der ASJ zählen unter anderem Martin Hirsch, Adolf Arndt, Theo Rasehorn, Werner Holtfort, Erich Küchenhoff, Hans Peter Bull, Horst Isola, die Richterin Hannelore Kohl, Thomas Oppermann, Brigitte Zypries, Uwe-Dietmar Berlit und Anke Pörksen.
Die Bundeskonferenz wählte am 26. Oktober 2013 in Düsseldorf Rechtsanwalt Harald Baumann-Hasske aus Dresden als Bundesvorsitzenden. Die Bundeskonferenz fand am 5. Juni 2021 online statt und führte eine gleichberechtigte Doppelspitze ein; als weitere Bundesvorsitzende wurde die Staatssekretärin Antje Draheim gewählt.